# René Crabos
René Crabos (Sent Sever, Landes, 7 de febrer de 1899 - Sent Sever, 17 de juny de 1964) va ser un jugador de rugbi a 15 francès que va competir a començaments del segle xx. Des de 1950 el campionat francès júnior porta el nom de Copa René Crabos en honor seu.
El 1920 va ser seleccionat per jugar amb la selecció francesa de rugbi a 15 que va prendre part en els Jocs Olímpics d'Anvers, on guanyà la medalla de plata.
A nivell de clubs jugà al US Saint-Sever, Union Sportive Dacquoise, Tarbes Pyrénées, Racing Club de France i novament al US Saint-Sever. Amb el Tarbes es proclamà campió de lliga el 1919. Amb la selecció francesa jugà 17 partits entre 1920 i 1924. Després de la Segona Guerra Mundial, va fer de mànager de la selecció francesa abans de ser president de la Federació Francesa de Rugbi XV entre 1952 i 1962.